# Тебаин
Тебаи́н (параморфин) (от Θηβαι, греческого именования древнеегипетского города Фивы, где в большом количестве изготавливался опий) — является опиумным алкалоидом. Содержание тебаина в опиуме: до 0,2 процента. Название возникло предположительно от Фиванского легиона (Θῆβαι, Thēbai — гр. «Фивы»). В терапевтических целях тебаин не используется из-за высокой токсичности. Из тебаина при помощи реакции Дильса-Альдера синтезируются бупренорфин, дипренорфин, эторфин, а через реакцию окисления — оксикодон, налоксон, налтрексон, налбуфин. Входит в состав омнопона.
Тебаин является наиболее токсичным из всех опийных алкалоидов. Он обладает сильным судорожным-конвульсивным действием, приближающимся к действию стрихнина, вследствие чего не может быть применен в медицинской практике.
Объектом судебнохимического исследования тебаин пока не являлся вследствие малой доступности препарата для широких слоев населения, вследствие не было зафиксировано случаев злоупотребления тебаином в рекреационных целях.

## Физико-химические свойства
Тебаин представляет собой кремоватый  мелкокристаллический порошок, легко растворим в хлороформе, трудно растворим в спирте и эфире. Температура плавления составляет 191 — 193 °C; температура кипения — 395,93 °C.

## Получение
Исходным сырьем для получения тебаина служит тебаиновая «смола», получаемая после выделения папаверина из маточника. Тебаиновая смола представляет собой смесь оснований побочных алкалоидов, загрязненную в значительной мере смолистыми веществами и другими примесями основного характера.
Содержание алкалоидов в тебаиновой смоле колеблется и зависит от сорта и качества опия и находится в пределах от 6 до 15%. Для выделения тебаина из тебаиновой смолы используют его свойства образовывать с салициловой кислотой труднорастворимую в изопропиловом спирте соль салицилат тебаина.